# Musée Vostell-Malpartida
Le musée Vostell-Malpartida est situé dans le Monument naturel Los Barruecos, dans la localité espagnole de Malpartida de Cáceres. Le musée Vostell-Malpartida abrite des œuvres de l'artiste Wolf Vostell, la collection Fluxus - Donation Gino Di Maggio et une collection  d'artistes conceptuels. 

## Wolf Vostell
Le musée Vostell-Malpartida a été fondé en octobre 1976 par Wolf Vostell (1932-1998), artiste hispano-allemand reconnu internationalement, personnalité importante de l'art contemporain de l'après-guerre et intimement liée à l'Estrémadure depuis l'année 1958. 
Wolf Vostell était un peintre, un sculpteur et un pionnier des installations comportant de l'art vidéo et de la technique décollage, père du happening européen et cofondateur du mouvement artistique Fluxus.  Wolf Vostell a toujours empreint sa production d'une marque originale, d'une particularité qui est aussi la marque de fabrique du musée qui porte son nom. 

## Los Barruecos
Lorsqu'en 1974 l'artiste a connu Los Barruecos, il a proclamé  la zone comme « œuvre d'art de la nature. » Depuis ce moment, il a conçu l'idée de créer un musée comme expression de l'art d'avant-garde, unique en son genre, un lieu de rencontre entre l'art, la vie et la nature. Le siège principal du MVM est situé dans les anciennes dépendances de la blanchisserie de laines de Los Barruecos.
Dans ce musée sont aussi présentés  la riche histoire de la blanchisserie de laines de Los Barruecos  et de l'important phénomène de la transhumance.
Le  MVM, situé dans le parc naturel  de  Los Barruecos comporte deux sculptures à l'extérieur du musée : VOAEX (Voyage d'(H) Ormigón (béton en espagnol) en Haute-Estrémadure) daté de 1976 et Le Mort qui a soif réalisé en 1978. Le musée détient une collection permanente d'artistes conceptuels espagnols, portugais et  polonais qui propose 60 œuvres de 48 artistes de ces nationalités qui depuis les débuts du musée en 1976 ont un lien particulier.
Le musée Vostell-Malpartida a augmenté de 10,8 % le nombre de visiteurs durant l'année 2015 jusqu'à atteindre le nombre total de 46 362 personnes.
En 2018, le ministère de la Culture espagnol lui décerne la médaille d'or du mérite des beaux-arts.

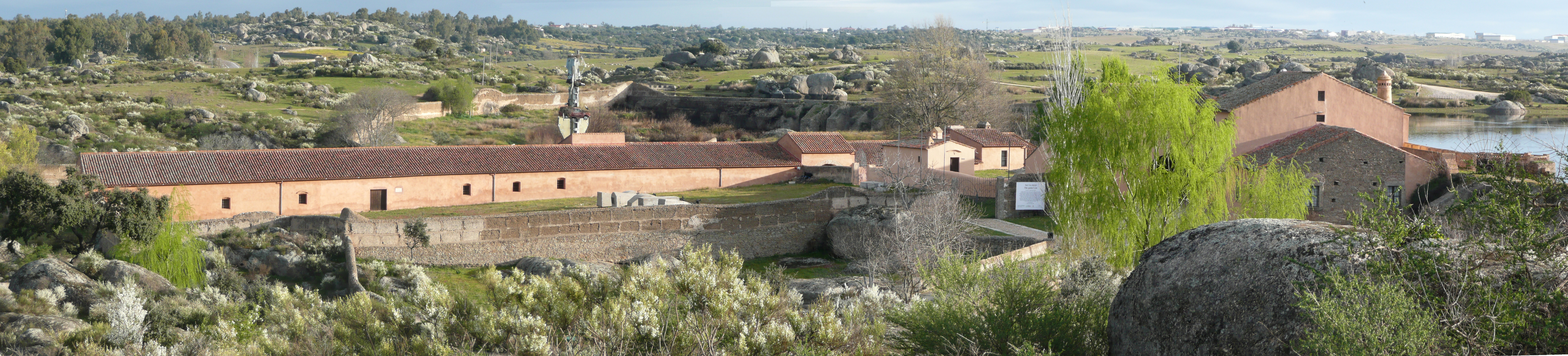
Vue panoramique du musée

## Galerie d'images

Œuvres de Wolf Vostell
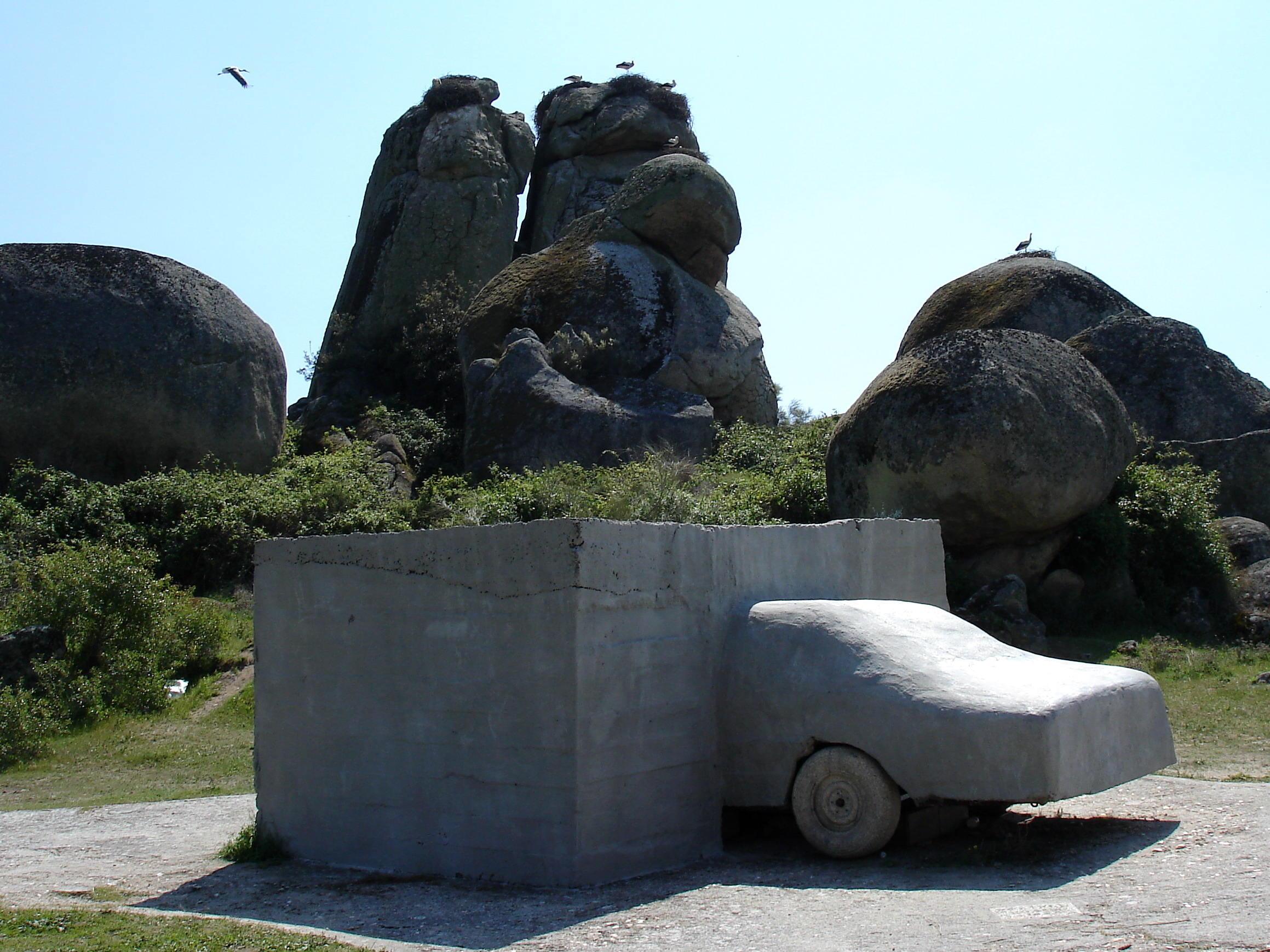
VOAEX, (Voyage d'(H) Ormigón (béton en espagnol) en Haute-Estrémadure), 1976
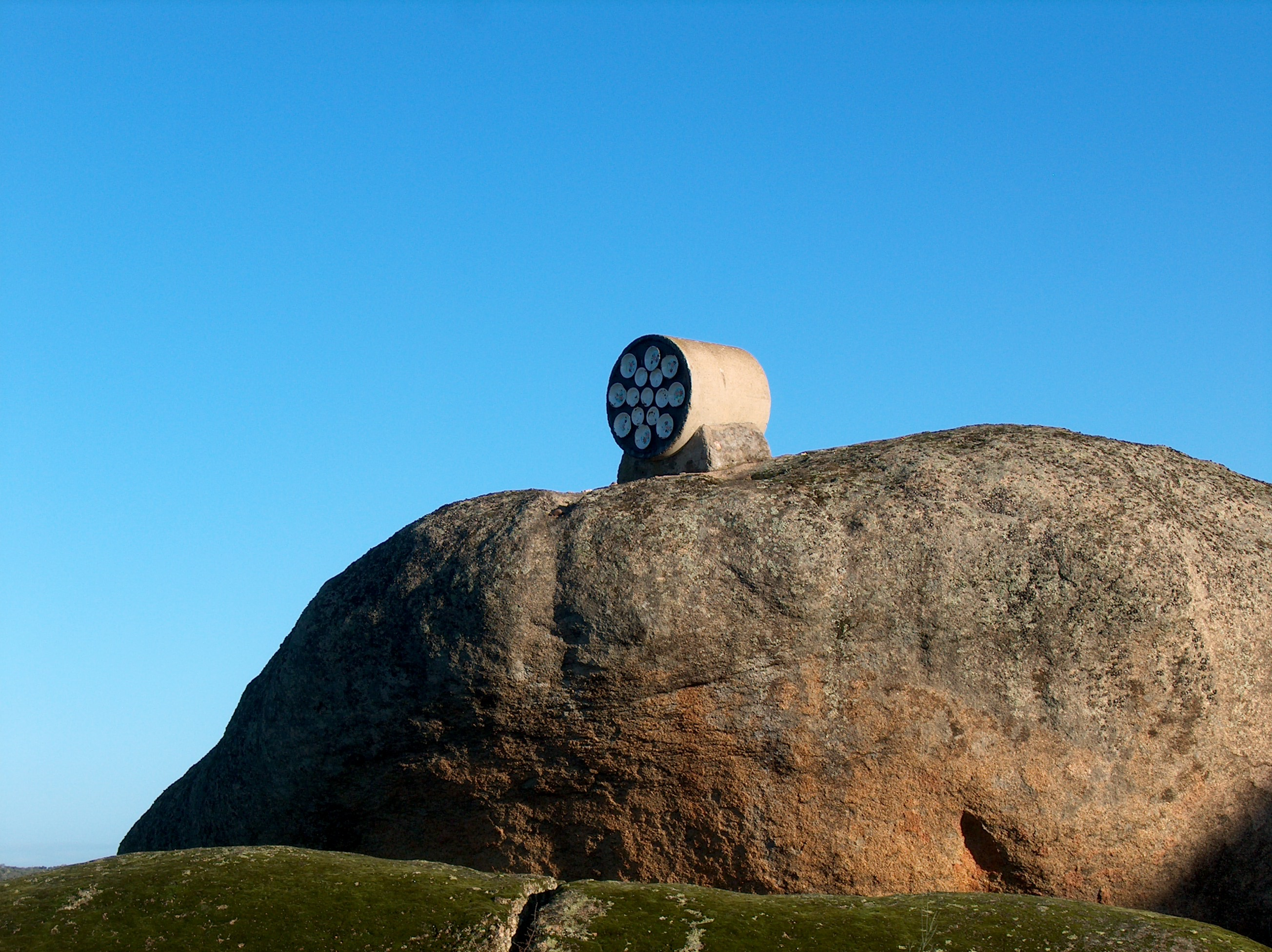
Le Mort qui a soif, 1978.
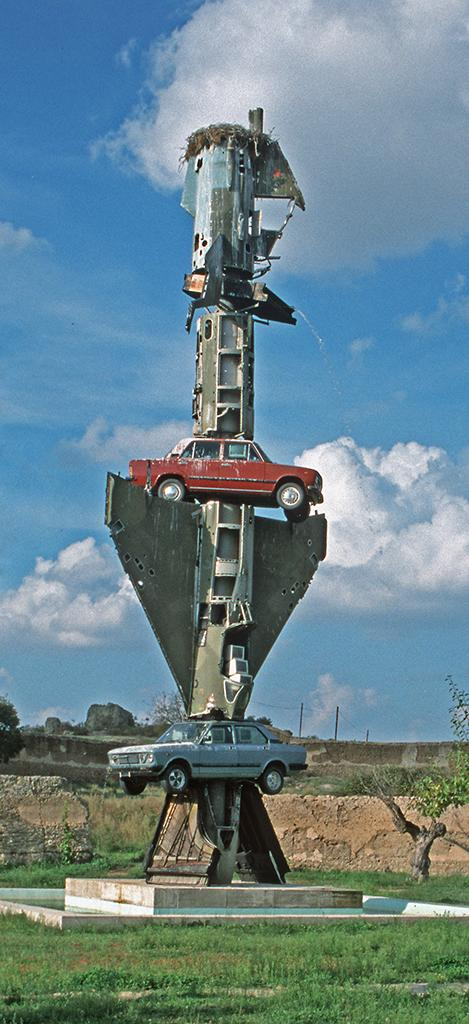
Pourquoi le procès entre Jésus et Pilate a duré seulement deux minutes ? 1996.